# Bisbat de Valença

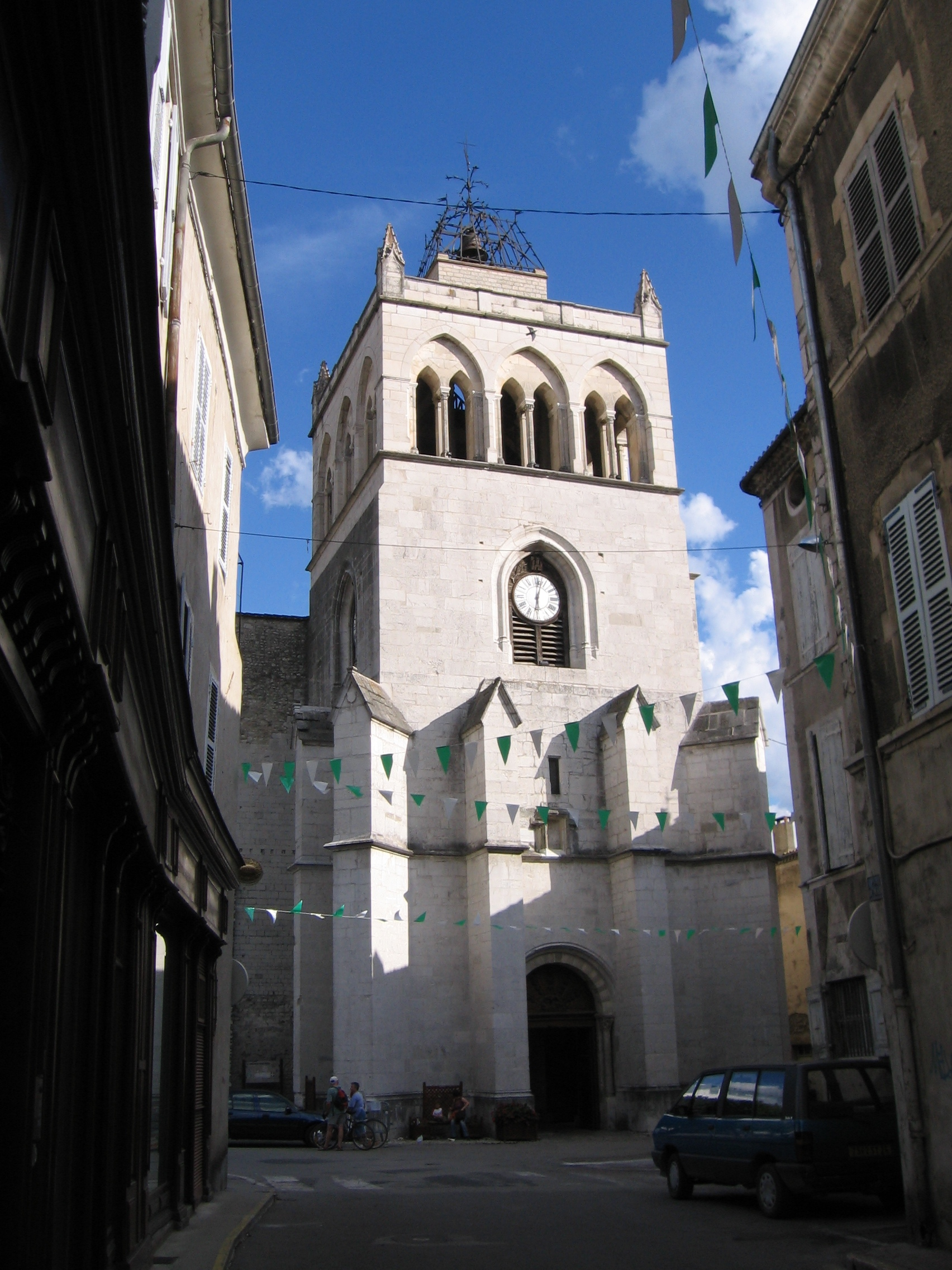
L'ex catedral de la Mare de Déu de Die

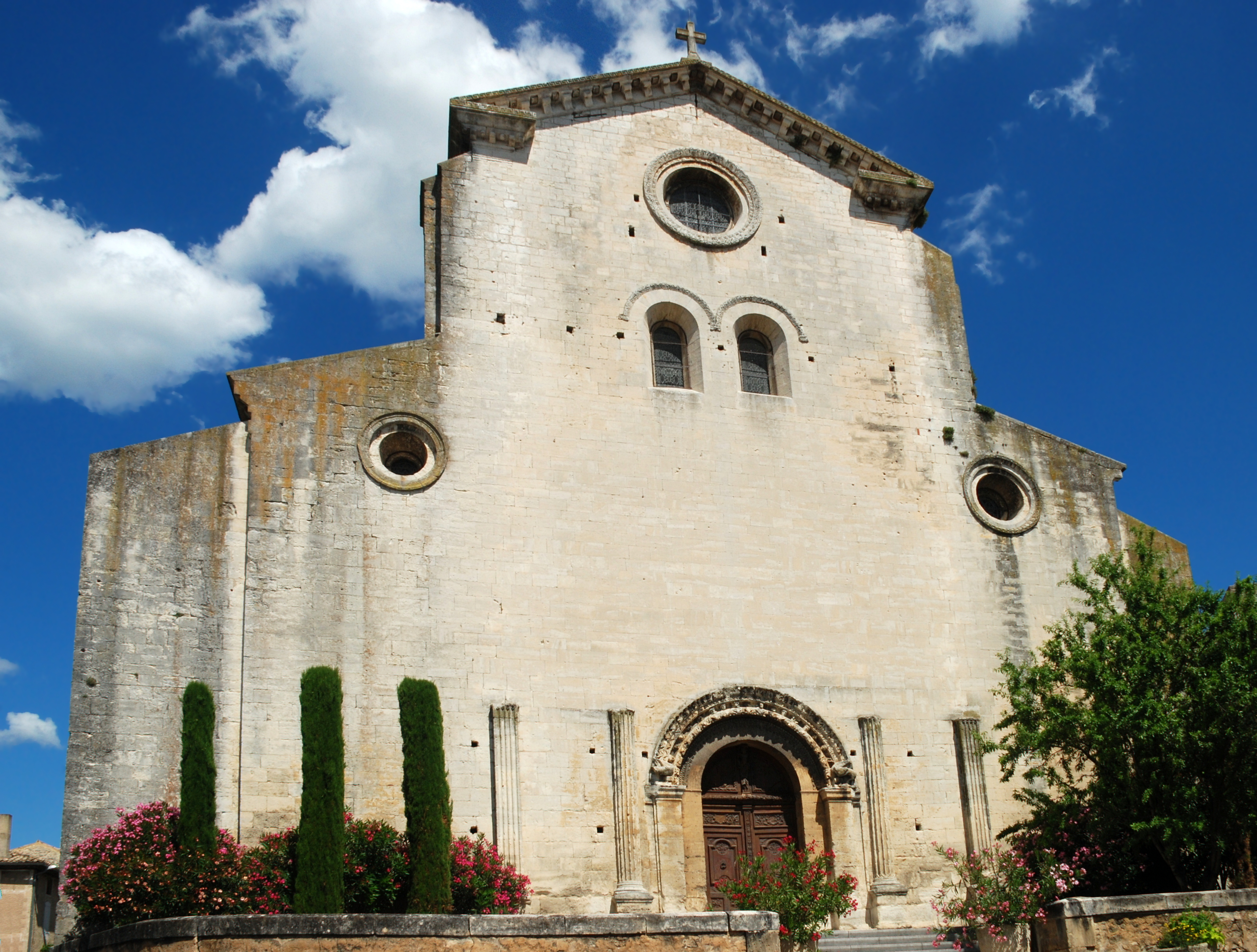
L'ex catedral de l'Assumpció de la Mare de Déu de Saint-Paul-Trois-Châteaux

El bisbat de Valença (francès: Diocèse de Valence, llatí: Dioecesis Valentinensis) és una seu de l'Església Catòlica a França, sufragània de l'arquebisbat de Lió. Al 2014 tenia 289.500 batejats sobre una població de 502.877 habitants. Actualment està regida pel bisbe Pierre-Yves Michel.

## Territori
La diòcesi comprèn el departament francès del Droma.
La seu episcopal és la ciutat de Valença, on es troba la catedral de Sant Apolinar. A Die es troba l'antiga catedral de la Mare de Déu; mentre que a Saint-Paul-Trois-Châteaux es troba l'antiga catedral de l'Assumpció de la Mare de Déu i Sant Pau.
El territori s'estén sobre 6.522 km², i està dividit en 22 parròquies.

## Història
La diòcesi de Valença va ser erigida al segle iv. Originalment sufragània de l'arquebisbat de Lió, l'any 450 va passar a formar part de la província eclesiàstica de l'arxidiòcesi de Viena del Delfinat. Una antiga tradició, ja testificada en la primera meitat del segle vi, atribueix l'evangelització de Valença tres missioners enviats a Lió al segle ii, el sacerdot Felice i els diaques Aquil·les i Fortunato, els tres màrtirs.
El bisbe més antic testimoniat per la història és Saint Emilià; d'acord amb la biografia de Sant Marcel·lí de Embrun, Emiliano, amb el bisbe Eusebi de Vercelli, consagrà a Marcel·lí; el mateix Emiliano es esmentat en un concili de Valença del 374. Entre els bisbes més importants de l'antiguitat recordar, en particular, Sant Apol·linar, germà d'Avito de Vienne, defensor de la fe catòlica contra l'arrianisme dominant i un dels arquitectes del Concili d'Epaon del 517, que va reorganitzar l'Església en el regne de Borgonya.
A l'edat mitjana, la diòcesi va veure florir una bona quantitat de monestirs, dels quals l'únic que encara existeix actualment és el d'Aiguebelle, fundat l'any 1137.
El bisbat de Valença només va reconèixer la sobirania de l'Emperador i no la dels reis francesos. El bisbe exercia el poder a la ciutat, dins el comtat del Valentinois. A mitjan segle xii van prendre el títol de comtes de Valença. El 1426 el comtat va passar al delfí (hereu) de França i més tard incorporat a la corona i els bisbes van esdevenir vassalls del rei i restringits al seu paper espiritual; no obstant es van mantenir com a senyors feudals tot i que sense poder temporal fins al 1789.
En l'època del bisbe Gontard (finals del segle xi) es va construir la catedral, que va ser consagrada el 5 d'agost de 1095 pel papa Urbà II, que viatjava cap a Clermont, en què en el Concili celebrat en aquesta ciutat, es va posar en marxa la Primera Croada. Destruïda pels hugonots al segle xvi, seria reconstruït a partir de 1604.
El 1275 el Papa Gregori X va decidir l'unór aeque principaliter de Valença amb la diòcesi de Die, que prengué el nom de la diòcesi de Valença i Die. La unió va ser dissolta en el consistori secret del 7 de juliol de 1692.
La diòcesi va estar involucrada en la reforma protestant, que va poder establir-se gràcies a l'edicte de Nantes. La Contrareforma catòlica es desenvolupà amb la introducció en el territori dels nous instituts religiosos i la renovació del clergat local, gràcies a la fundació en 1639 del seminari i l'establiment de les anomenades conférences, corresponent a sessions d'actualització ante litteram.
Després del concordat amb la butlla Qui Christi Domini del Papa Pius VII del 29 de novembre de 1801, la diòcesi va ser ampliada, incorporant la major part dels territoris de les seus abolides de Vienne, di Saint-Paul-Trois-Châteaux, de Die i de Vaison, i en menor mesura petites porcions de les diòcesis de Sisteron, de Gap i d'Orange.. Al mateix temps, la diòcesi de Valence es va convertir en un sufragània de l'arxidiòcesi de Lió.
El 6 d'octubre de 1822, va canviar la província eclesiàstica a la de l'arxidiòcesi d'Avinyó en virtut de la butlla Paternae charitatis del propi Pius VII.
Un decret de la Sacra Congregació Consistorial del 12 de juny de 1911 va autoritzar al bisbe de Valença i els seus successors per afegir al seu títol els de les seus suspeses de Die i de Saint-Paul-Trois-Châteaux.
El 8 de desembre de 2002, tornà a formar part de la província eclesiàstica de l'arxidiòcesi de Lió.

## Cronologia episcopal
Els bisbes abans del segle ix resulten de llistes la historicitat de tots els quals no es pot comprovar. Històric fou Sant Emilià el 374.

### Bisbes de Valença
- Sant Emilià † (citat el 374)
- Sexti 374-?
- Desconegut ?-419
- Màxim † (citat el 419)
- Valdebert 478-?
- Sant Apodinari † (abans de 499 - vers 520 mort)[2]
- Gallo † (citat el 549)
- Massimo † (citat el 567)[3]
- Romuald † (abans de 581 - després de 585)
- Salvio I ? † (citat el 638 vers)[4]
- Elefas I ?-641
- Agilulf † (citat el 641)
- Bald ?-650
- Angild 650-658
- Desconegut 658-678
- Abbó †[5]
- Desconeguts ?-788
- Bonit 788-800
- Salvi ? †[6]
- Lupicini † (menzionato nell'804)
- Antoni ?--?
- Elefas II ?-?
- Lambert ?-835
- Adó † (abans del'835 - després de 840 ?)
- Dunctran †[7]
- Eilard ?-?
- Brokhard ?-?
- Argimbert ?-?
- Agild ?-858
- Ratbert † (abans del'859 – després de 879)
- Desconegut 879-886
- Isaac † (abans del'886 – després de 899)
- Desconegut 889-?
- Imeric ?-907
- Romegari I † (abans de 909 - després de 924)
- Desconegut 924-947
- Odilbert † (abans de 946/947 - després de 949/950)
- Desconegut 950-960
- Aimon † (abans de 960 vers - després de 980 vers)
- Desconegut 981-990
- Guiu I † (abans de 990 - després de 995)
- Desconegut 994-997
- Lambert † (abans de desembre de 997 - després de 1011)
- Romegari II 1001-1016
- Guiu II † (abans de 1016 - després de 1025)
- Desconegut 1025-1031
- Ponç Adhemar † (abans de 1031 - després de 1056)
- Desconegut 1056-1058
- Odó I 1058-1060
- Raiginari 1060-1063
- Gontard † (abans de 1072 - 1082 nomenat arquebisbe de Vienne)[8]
- Gontard † (1084 - després de 1095) (per la seconda volta)
- Enric I 1100-1107
- Eustaqui † (abans de 1107 - 1141 espulsat)
- Sant Joan † (1141 - 1146)
- Bernat † (després de 1146 - després de 1154)
- Odó de Crussol (de Chaponay) † (abans de 1156 - després de 1185)
- Lantelm † (1186 - juny de 1188 mort)
- Falcó de Dionay † (1188 - gener de 1200 mort)
- Beat Humbert de Miribel † (1200 - 29 d'abril de 1220 mort)
- Gerald † (1220 - 10 de maig de 1225 nomenat patriarca de Jerusalem)
- Guillem de Savoia † (9 d'octubre de 1225 - 4 de juny de 1239 nomenat bisbe de Lieja)
- Beat Bonifaci de Savoia † (1239 - 17 de setembre de 1243 nomenat arquebisbe de Canterbury)
- Felip de Savoia † (1243 - 1267 renuncià)
- Bertran † (1267 - vers 1272 mort)
- Guiu III de Montlaur † (6 d'agost de 1272 - 1274 mort)[9]

### Bisbes de Valença i Die
- Amadeu del Rosselló † (30 de setembre de 1275 - 17 de setembre de 1281 mort)* Joan de Ginebra, O.S.B. † (13 de febrer de 1283 - 1297 mort)
- Guillem del Rosselló † (1298 - 1331 mort)
- Adhemar de la Voulte † (22 d'abril de 1331 - 24 de gener de 1337 nomenat bisbe de Viviers)
- Enric de Villars † (24 de gener de 1337 - 7 d'octubre de 1342 nomenat arquebisbe de Lió)
- Pere de Chastellux, O.S.B. † (11 de desembre de 1342 - 1350 ? mort)
- Jean Joffevry † (2 de març de 1352 - 5 de maig de 1354 nomenat bisbe de Luçon)
- Lluís de Villars † (5 de maig de 1354 - 3 de setembre de 1377 mort)
- Guillem de la Voulte † (1 de juny de 1379 - 4 de novembre de 1383 nomenat arquebisbe d'Albi)
- Amadeu de Saluzzo † (4 de novembre de 1383 - 1388 renuncià)
- Enric II † (15 de juny de 1388 - 27 de maig de 1390 nomenat bisbe d'Alet)
- Joan de Poitiers † (2 de setembre de 1390 - 26 de juny de 1447 nomenat arquebisbe de Vienne)

El comtat del Valentinois passa al Delfinat de França 1426
- Lluís de Poitiers † (26 de juliol de 1447 - 26 d'abril de 1468 mort)
- Gerard de Crussol † (13 de maig de 1468 - 28 d'agost de 1472 mort)
  - Pierre Riario † (25 de setembre de 1472 - 3 de gener de 1474 mort) (administrador apostòlic)
- Antoni de Balzac † (9 de maig de 1474 - 3 de novembre de 1491 mort)
- Joan d'Epinay † (16 de novembre de 1491 - 3 de gener de 1503 mort)
  - François de Loris † (1503 - 1505 renuncià) (administrador apostòlic)
  - Urbà de Miolans † (27 de gener de 1505 - ? renuncià) (bisbe electe)[10]
- Gaspà de Tournon † (13 de febrer de 1505 - 1520 mort)
  - Joan de Lorena † (26 d'abril de 1521 - 1522 renuncià) (administrador apostòlic)
- François Guillaume de Castelnau-Clermont-Ludève † (11 de gener de 1523 - 10 de maig de 1531 nomenat bisbe d'Agde)
- Antoni de Vesc † (10 de maig de 1531 - 1536 renuncià)[11]
- Jaume de Tournon † (8 d'abril de 1536 - 15 d'agost de 1553 mort)
- Jean de Montluc † (30 de març de 1554 - 11 de desembre de 1566 deposat)
  - Sede vacante (1566-1574)
- Carles I de Leberon † (17 de novembre de 1574 - 1598 renuncià)
- Pierre-André de Léberon † (17 d'agost de 1598 - 1622 mort)
- Carles II de Leberon † (22 de maig de 1623 - 5 de juny de 1654 mort)
- Daniel de Cosnac † (21 d'abril de 1655 - abans de 12 d'octubre de 1693 renuncià)[12]

### Bisbes de Valença
- Guillaume Bochart de Champigny † (12 d'octubre de 1693 - 4 de juliol de 1705 mort)
- Joan de Catellan † (14 de desembre de 1705 - 7 de gener de 1725 mort)
- Alexandre de Milon † (20 de febrer de 1726 - 18 de novembre de 1771 mort)
- Francesc de Grave † (30 de març de 1772 - 6 de juliol de 1788 mort)
- Gabriel-Melchior de Messey † (15 de setembre de 1788 - 17 de març de 1806 mort)[13]
- Sede vacante 1795-1801
- Supressió de la seu 1801 - 1802
- baró François Bécherel † (15 de juliol de 1802 - 25 de juny de 1815 mort)
  - Sede vacante (1815-1819)
- Marie-Joseph-Antoine-Laurent de La Rivoire de La Tourette † (23 d'agost de 1819 - 3 d'abril de 1840 mort)
- Pierre Chatrousse † (13 de juliol de 1840 - 16 de maig de 1857 mort)
- Jean-Paul Lyonnet † (6 d'agost de 1857 - 27 de març de 1865 nomenat arquebisbe d'Albi)
- Nicolas Gueulette † (27 de març de 1865 - 7 de gener de 1875 renuncià)
- Charles-Pierre-François Cotton † (15 de març de 1875 - 25 de setembre de 1905 mort)
- Jean-Victor-Émile Chesnelong † (21 de febrer de 1906 - 12 de gener de 1912 nomenat arquebisbe de Sens)
- Emmanuel-Marie-Joseph-Anthelme Martin de Gibergues † (7 de febrer de 1912 - 28 de desembre de 1919 mort)
- Désiré Paget † (22 d'abril de 1920 - 11 de gener de 1932 mort)
- Camille Pic † (16 d'agost de 1932 - 25 de novembre de 1951 mort)
- Joseph Urtasun † (10 d'agost de 1952 - 17 de setembre de 1955 nomenat arquebisbe coadjutor d'Avinyó)
- Paul Vignancourt † (18 de desembre de 1957 - 6 de març de 1966 nomenat arquebisbe coadjutor dr Bourges)
- Jean de Cambourg † (6 de març de 1966 - 1 de desembre de 1977 renuncià)
- Didier-Léon Marchand, (8 de setembre de 1978 - 11 de desembre de 2001 jubilat)
- Jean-Christophe Lagleize, (11 de desembre de 2001 - 27 de setembre de 2013 nomenat bisbe de Metz)
- Pierre-Yves Michel, des del 4 d'abril de 2014

## Estadístiques
A finals del 2014, la diòcesi tenia 289.500 batejats sobre una població de 502.877 persones, equivalent al 57,6% del total.
| any  | població | població | població | sacerdots | sacerdots       | sacerdots       | sacerdots             | diaques | religiosos | religiosos | parròquies |
| ---- | -------- | -------- | -------- | --------- | --------------- | --------------- | --------------------- | ------- | ---------- | ---------- | ---------- |
| any  | batejats | total    | %        | total     | clergat secular | clergat regular | batejats por sacerdot | diaques | homes      | dones      |            |
| 1950 | 250.842  | 268.233  | 93,5     | 499       | 409             | 90              | 502                   |         | 175        | 877        | 246        |
| 1970 | 300.000  | 341.945  | 87,7     | 408       | 318             | 90              | 735                   |         | 139        | 810        | 250        |
| 1980 | 315.000  | 367.000  | 85,8     | 342       | 258             | 84              | 921                   |         | 162        | 585        | 250        |
| 1990 | 326.000  | 402.800  | 80,9     | 268       | 188             | 80              | 1.216                 | 4       | 160        | 465        | 244        |
| 1999 | 250.000  | 414.072  | 60,4     | 193       | 143             | 50              | 1.295                 | 17      | 72         | 180        | 173        |
| 2000 | 381.000  | 436.500  | 87,3     | 161       | 138             | 23              | 2.366                 | 19      | 63         | 207        | 135        |
| 2001 | 350.000  | 436.500  | 80,2     | 178       | 133             | 45              | 1.966                 | 22      | 85         | 207        | 126        |
| 2002 | 340.000  | 436.500  | 77,9     | 146       | 122             | 24              | 2.328                 | 24      | 100        | 214        | 23         |
| 2003 | 340.000  | 436.500  | 77,9     | 136       | 112             | 24              | 2.500                 | 24      | 100        | 214        | 23         |
| 2004 | 340.000  | 436.500  | 77,9     | 127       | 103             | 24              | 2.677                 | 24      | 122        | 243        | 23         |
| 2010 | 283.081  | 486.019  | 58,2     | 185       | 93              | 92              | 1.530                 | 35      | 163        | 206        | 22         |
| 2014 | 289.500  | 502.877  | 57,6     | 168       | 85              | 83              | 1.723                 | 34      | 145        | 164        | 22         |